# 瑞麗口岸
瑞麗口岸（ずいれい-こうがん）は中華人民共和国雲南省徳宏タイ族チンポー族自治州瑞麗市姐告路とミャンマー連邦共和国シャン州ムセ県ムセの間の国境検問所。アジアハイウェイ14号線の通過地でもある。

## 概要
雲南省内に12ある一類口岸の一つであると共に、ミャンマーとの国境施設としては6あるうちの一つである。なお、雲南省内には二類口岸は8つあり合計20の国境施設あるなかの一つとなっている。周辺の国境線は蛇行するシュウェリ川と完全に一致せず複雑に入り組んでいる。検問所は中国側の領地が川より向こう側に突出している所にあり、両国は陸続きになっている。

## 雲南省内における他の国境施設

### 一類口岸
・中央政府が認可、中央政府もしくは地方政府が管理する国境施設。
ミャンマー国境
- 畹町口岸（中国語版）（徳宏タイ族チンポー族自治州・瑞麗市・畹町鎮）
- 打洛口岸（シーサンパンナ・タイ族自治州・勐臘県）
- 孟連口岸（中国語版）（普洱市・孟連タイ族ラフ族ワ族自治県）
- 騰衝猴橋口岸（中国語版）（保山市(地級市)・騰衝市(県級市)）
- 孟定清水河口岸（中国語版）（臨滄市・耿馬タイ族ワ族自治県・孟定鎮）

ラオス国境
- モーハン口岸（シーサンパンナ・タイ族自治州・勐臘県）
- 勐臘口岸（中国語版）（シーサンパンナ・タイ族自治州・勐臘県）

ベトナム国境
- 天保口岸（文山チワン族ミャオ族自治州・麻栗坡県・天保鎮）
- 河口口岸（中国語版）（紅河ハニ族イ族自治州・河口ヤオ族自治県・河口鎮）
- 金水河口岸（中国語版）（紅河ハニ族イ族自治州・金平ミャオ族ヤオ族タイ族自治県・金水河鎮）
- 都竜口岸（中国語版）（文山チワン族ミャオ族自治州・馬関県・都竜鎮）

### 二類口岸
・地方政府の認可・開設、地方政府が管理する国境施設。
- 盈江口岸（徳宏タイ族チンポー族自治州・盈江県）  1991年8月10日承認
- 片馬口岸（怒江リス族自治州・瀘水市）  1991年8月10日承認
- 章鳳口岸（徳宏タイ族チンポー族自治州・隴川県） 1991年8月10日承認
- 孟連口岸（普洱市・孟連タイ族ラフ族ワ族自治県）  1991年8月10日承認
- 打洛口岸（シーサンパンナ・タイ族自治州・勐臘県） 1991年8月10日承認
- 南傘口岸（臨滄市・鎮康県）  1991年8月10日承認
- 滄源口岸（臨滄市・滄源ワ族自治県）  1996年9月03日承認
- 田蓬口岸（文山チワン族ミャオ族自治州・富寧県） 1996年9月03日承認

## 参考資料
- “Ruili Port: biggest land port for China-Myanmar trade”.   Kunming official site. 2018年2月4日閲覧。